# Bazentin
Bazentin – miejscowość i gmina we Francji, w regionie Hauts-de-France, w departamencie Somma.
Według danych na rok 2011 gminę zamieszkiwało 76 osób, a gęstość zaludnienia wynosiła 15 osób/km² (wśród 2293 gmin Pikardii Bazentin plasuje się na 927. miejscu pod względem liczby ludności, natomiast pod względem powierzchni na miejscu 874.).